# ريتشارد لورينك
ريتشارد رينالد لورنك (بالإنجليزية: Richard Lorenc)‏ (مواليد 3 ديسمبر 1951) هو حكم أسترالي سابق. واعتبارًا من يوليو 2009 شغل منصب منسق الحكام لكرة القدم نيو ساوث ويلز.

## روابط خارجية
- ريتشارد لورينك على موقع Soccerway.com (الإنجليزية)